# NRK Nordland
NRK Nordland — норвезький регіональний телевізійний канал Норвезької мовної корпорації, що мовить на території норвезької фюльке Нурланн. Центр мовлення — місто Буде. Існують відділення в містах Нарвік, Сортланн, Свольвер, Му-і-Рана і Бреннейсунн.
Здійснює ретрансляцію радіостанції NRK P1 на частотах 0600-0900 і 1600—1730, а також ретрансляцію NRK1 на частотах 1840—1900 і 2055—2100.